# محمد بوزويتة
محمد بن عمر بوزويتة (1880-1944)، أحد المناضلين التاريخيين للحزب الحر الدستوري الجديد. امتهن بوزويتة تجارة الخيط ومواد الصباغة وقد كان له نشاط اجتماعي هام من ذلك تأسيسه لمدرسة قرآنية أصبحت فيما بعد مدرسة ابتدائية تحمل اسمه. ساهم في 23 ديسمبر 1921 في إنشاء أول شعبة للحزب الحر الدستوري في قصر هلال التي تولى رئاستها عام 1924، وفي 5 أفريل 1922 كان أحد أعضاء الوفد الهلالي الذي إستقبله الناصر باي. في ماي 1933 ترأس بوزويتة وفد الشعبة في مؤتمر الحزب بنهج الجبل بالعاصمة والذي شهد انضمام بورقيبة ضمن مجموعة «العمل التونسي» إلى اللجنة التنفيذية للحزب. في بداية 1934 إنحاز بوزويتة إلى الحبيب بورقيبة ورفاقه الذين خرجوا عن الحزب، وفي 2 مارس 1934 عقد مؤتمر استثنائي في دار عيّاد في قصر هلال ترأسه بوزويتة بصفته المسؤول عن الشعبة المحلة. تولد عن المؤتمر هيئتان قياديتان: الديوان السياسي برئاسة محمود الماطري والمجلس الملي الذي أنتخب بوزويتة كأحد أعضاءه. إنسحب بوزويتة من العمل الحزبي عام 1937 على خلفية خلافه مع الديوان السياسي، إلا أن نضاله الوطني استمر مما أدى إلى اعتقاله أكثر من مرة من طرف سلطات الحماية.